# 东证股价指数
東證股價指數（日语：／ Tōshō Kabuka shisū ?，縮寫：TOPIX），與日经平均指数並列為日本东京股票交易市场的重要股市指标，追踪東京證券交易所的約2,000家上市公司。

## 历史
截至至2008年，東京證券交易所第一板块共有1713家公司。东证股价指数（TOPIX）将基期1968年1月4日的市价总额定为100点，从而计算当前市价总额的指数。東京證券交易所于1969年7月1日开始计算并公布TOPIX，现在则实时（每隔15秒）发布给国内外的各金融机构及資訊咨询商。2025年1月31日開始，TOPIX將修改計算方法，超過1,000家流通市值低於100億日圓的股票將被剔除出TOPIX。

### 指數趨勢
| 時間               | 最高値  | 最低値  |
| ------------------ | ------- | ------- |
| 1997年（平成九年） | 1560.28 | 1130.00 |
| 1998年（平成十年） | 1300.30 | 980.11  |
| 1999年（平成11年） | 1722.20 | 1048.33 |
| 2000年（平成12年） | 1754.78 | 1255.16 |
| 2001年（平成13年） | 1440.97 | 988.98  |
| 2002年（平成14年） | 1139.43 | 815.74  |
| 2003年（平成15年） | 1105.59 | 770.62  |
| 2004年（平成16年） | 1217.87 | 1022.61 |
| 2005年（平成17年） | 1803.75 | 1109.19 |
| 2006年（平成18年） | 1783.72 | 1458.30 |
| 2007年（平成19年） | 1816.97 | 1437.38 |
| 2008年（平成20年） | 1430.47 | 746.46  |
| 2009年（平成21年） | 975.59  | 700.93  |
| 2010年（平成22年） | 998.90  | 803.12  |
| 2011年（平成23年） | 974.63  | 706.08  |
| 2012年（平成24年） | 872.42  | 695.51  |
| 2013年（平成25年） | 1302.29 | 871.88  |
| 2014年（平成26年） | 1447.58 | 1132.76 |
| 2015年（平成27年） | 1691.29 | 1357.98 |
| 2016年（平成28年） | 1552.36 | 1196.28 |

## 外部連結
- 日本取引所グループによる説明 （页面存档备份，存于）